# Tadej Bajd
Tadej Bajd, slovenski inženir elektrotehnike in akademik, * 19. januar 1949, Ljubljana.
Do upokojitve 2013 je služboval kot redni profesor na Fakulteti za elektrotehniko v Ljubljani, bil je tudi njen dekan. Njegovo strokovno področje je robotika in njena povezava s človekovim gibanjem. Je član Inženirske akademije Slovenije, Slovenske matice (tudi podpredsednik), 2003 je postal izredni in 2009 redni član Slovenske akademije znanosti in umetnosti, kjer je bil od 2011 podpredsednik, v letih 2014-2020 pa je bil v dveh mandatih tudi njen predsednik.

## Priznanja
Za svoje raziskovalne dosežke je prejel več priznanj:
- nagrada Sklada Borisa Kidriča (1976)
- Kidričeva nagrada (1990)
- IEEE fellow (2000)
- zaslužni profesor Univerze v Ljubljani (2013)
- zaslužni član Slovenske matice (2022)